# Бевърли Бийвър
Бевърли Бийвър (на английски: Beverly Beaver) е американска писателка на бестселъри в жанра романс и романтичен трилър. Пише под псевдонима Бевърли Бартън (на английски: Beverly Barton).

## Биография и творчество
Бевърли Бийвър, с рожд.име Beverly Marie Inman, е родена на 23 декември 1946 г. в Тъскъмбия, Алабама, САЩ. Израства в Тъскъмбия, област Бартън, Алабама, и в Чатануга, Тенеси. Обича да чете и да пише още от 7-годишна, след като получава от дядо си „Красавицата и звяра“. Завършва гимназията в Чатануга. Учи в Университета на Северна Алабама, но прекъсва обучението си, за да се омъжи за съпруга си Били Рей Бийвър, който е военен във флота. Двамата имат син Брант Бийвър и дъщеря Бадиема Уолдръп.
Тя пише кратки разкази, телевизионни сценарии, поезия, и романи през гимназията и в колежа. В тях тя се опитва да даде щастлив край на някои от гледаните от нея филми. След брака си тя продължава да е ненаситен читател и киноман, но се посвещава на любимия си съпруг и отглеждането на децата си.
Когато навършва 40 години Бевърли решава да осъществи мечтата си да бъде писател. Получава гореща подкрепа от членовете на семейството си, така както тя се е грижила за тях дотогава.
Първият ѝ романс „Yankee Lover“ е публикуван през 1990 г. През 1995 г. започва да публикува своята много популярна серия „Защитници“. Постепенно в своето творчество Бевърли Бийвър преминава от жанра на съвременния романс към романтичния трилър.
Произведенията ѝ често са в списъците на бестселърите на „Ню Йорк Таймс“ и „USA Тудей“, и имат многобройни номинации и награди. През 1998 г. получава годишната награда на списание „Romantic Times“ за най-добра приключенска серия, през 2002 г. за най-добър съвременен романтичен трилър, а през 2011 г. отново за най-добър романтичен трилър.
Бевърли Бийвър умира от инфаркт на 21 април 2011 г. в Тъскъмбия. Погребана е в гробището на Бартън, Алабама.

## Произведения

### Самостоятелни романи
- Yankee Lover (1990)
- Lucky in Love (1991)
- Sugar Hill (1992)
- Мълвата, Talk of the Town (1992)
- This Side of Heaven (1992)
- The Wanderer (1993)
- Paladin's Woman (1993)
- The Mother of My Child (1993)
- Lover and Deceiver (1994)
- Nothing But Trouble (1994)
- The Outcast (1994)
- The Tender Trap (1996)
- A Child of Her Own (1997)
- Emily and the Stranger (1998)
- Белези по сърцето, After Dark (2000)
- Любов и омраза, Every Move She Makes (2001)
- What She Doesn't Know (2002)
- Faith, Hope and Love (2002)
- Грехове на миналото, Most Likely to Die (2007) – в съавторство с Лиза Джаксън и Уенди Корси Стъб
- If Looks Could Kill (2011)

### Серия „Защитници“ (Protectors)
1. Defending His Own (1995)
2. Guarding Jeannie (1996)
3. Blackwood's Woman (1996)
4. Roarke's Wife (1997)
5. A Man Like Morgan Kane (1997)
6. Gabriel Hawk's Lady (1997)
7. Keeping Annie Safe (1999)
8. Murdock's Last Stand (2000)
9. Egan Cassidy's Kid (2000)
10. Navajo's Woman (2001)
11. Whitelaw's Wedding (2001)
12. Sweet Caroline's Keeper (2001)
13. Jack's Christmas Mission (2001)
14. The Princess's Bodyguard (2002)
15. On Her Guard (2002)
16. Grace Under Fire (2003)
17. Downright Dangerous (2004)
18. Keeping Baby Secret (2004)
19. Laying His Claim (2004)
20. Worth Dying for (2004)
21. Back to the Beginning (2005)
22. Ramirez's Woman (2005)
23. Penny Sue Got Lucky (2006)
24. Dangerous Deception (2006)
25. His Only Obsession (2007)
26. A Time To Die (2007)
27. Dying For You (2008)

### Серия „3 бебета за 3 братя“ (3 Babies for 3 Brothers)
1. His Secret Child (1999)
2. His Woman, His Child (1999)
3. Having His Baby (1999)

### Серия „Чероки пойнт“ (Cherokee Point)
1. Последно видение, The Fifth Victim (2003)
2. The Last to Die (2004) – издаден и като „Beg to Die“
3. Изстрадана обич, As Good As Dead (2004)

### Серия „Грифин Пауъл“ (Griffin Powell)
1. Любов с непознат, Killing Her Softly (2005) – издаден и като „Amnesia“
2. Close Enough to Kill (2006)
3. The Dying Game (2007)
4. The Murder Game (2008)
5. Cold Hearted (2008)
6. Silent Killer (2009)

### Серия „Мъртъв от“ (Dead by)
1. Dead By Midnight (2010) – издаден и като „Time of Death“
2. Dead By Morning (2011)
3. Dead By Nightfall (2011)

### Серия „Не“ (Don't)
1. Don't Cry (2010)
2. Don't Say a Word (2012)

### Участие в съвместни серии с други писатели

#### Серия „Американски герои: Въпреки всичко“ (American Heroes: Against All Odds)
42. Out of Danger (1991)
от серията има още 49 романа от други автори

#### Серия „Бебета и ергени“ (Babies & Bachelors USA)
- Cameron (1993)

от серията има още 17 романа от други автори

#### Серия „Път извън Запада“ (Way Out West)
- Lone Wolf's Lady (1998)

от серията има още 9 романа от други автори

#### Серия „36 часа“ (36 Hours)
10. Nine Months (1998)
от серията има още 15 романа от други автори

#### Серия „Година на любовни опасности“ (Year of Loving Dangerously)
4. Her Secret Weapon (2000)
от серията има още 11 романа от други автори

#### Серия „Съдби от Тексас“ (Fortunes of Texas)
10. In the Arms of a Hero (2000) – награда на „Romantic Times“ за най-добра серия
от серията има още 23 романа от други автори

#### Серия „Кънтри клуб „Самотни звезди“ (Lone Star Country Club)
3. The Rebel's Return (2002)
- The Debutantes (2002) – сборник с участието на Ан Мейджър и Кристин Римър

от серията има още 21 романа от други автори

#### Серия „Семейни тайни“ (Family Secrets)
12. Check Mate (2004)
от серията има още 19 романа от други автори

#### Серия „Повече от думи“ (More Than Words)
2. More Than Words, Volume 2 (2005) – в съавторство с Джасмин Кресуел, Джули Елизабет Лето, Деби Макомбър и Шарън Сала
от серията има още 6 съавторски романа от други автори

#### Серия „Рейнтрий“ (Raintree)
3. Raintree: Sanctuary (2007)
от серията има още 2 романа от други автори

### Сборници новели и разкази
- 3, 2, 1... Married! (1999) – с Мари Ферарела и Шарън Сала
- Special Deliveries (2001) – с Джанис Кайзер
- MacKenzie's Pleasure / Defending His Own (2001) – с Линда Хауърд
- Beneath His Shield (2002) – с Линдзи Маккена
- Dangerous to Love (2002) – с Мари Ферарела и Линдзи Маккена
- So This Is Christmas (2002) – с Лейн Ванкс, Маргот Ърли и Шерил Удс
- Holding Out for Her Hero (2003) – с Линдзи Маккена
- Downright Dangerous / Sweet Suspicion (2004) – с Нина Брунс
- Forces of Nature (2004) – с Хедър Греъм
- Keeping Baby Secret / Passionate Proposal (2004) – с Емили Роуз
- Long Hot Summer (2004) – с Линдзи Маккена
- Laying His Claim / Awaken to Pleasure (2004) – с Налини Синг
- Midnight Seduction / Keeping Baby Secret (2004) – с Джъстин Дейвис
- Insider / Check Mate (2004) – с Ингрид Уивър
- Expecting the Cop's Baby (2005) – с Мирна Темти
- Laying His Claim / Miss Pruitt's Private Life (2005) – с Барбара Маколи
- Ramirez's Woman / Beast Within (2005)
- Her Bodyguard (2005) – с Джудит Дънкан
- Her Rescuer (2006) – с Ейлийн Уилкс
- Sugar and Spice (2006) – с Джоан Флък, Шърли Джъмп и Фърн Майкълс
- Guarding Her Body (2007) – с Линдзи Маккена
- Protecting Her (2008) – със Сюзан Брокман
- Ready for Marriage? (2008) – с Ан Мейджър и Ан Мари Уинстън
- Determined to Protect, Forbidden to Love (2009) – с Карла Касиди и Джойс Съливан
- Wanted: A Father for Her Baby (2009) – с Пеги Морланд и Емили Роуз
- Don't Cry / The Last to Die / Killing Her Softly (2010)
- Ready for Anything, Anywhere! (2011) – с Мерлин Лъвлейс и Катрин Ман